# Jean Corston
Jean Ann Corston, baronne Corston, (née le 5 mai 1942) est une femme politique travailliste britannique. 

## Biographie
Jean Ann Parkin va à l'école secondaire pour filles Yeovil (maintenant l'école communautaire de Westfield) sur Stiby Road à Yeovil et au Somerset College of Arts and Technology. Elle travaille à l'Inland Revenue. À la London School of Economics, elle obtient un LLB en 1989. De 1989 à 1990, elle étudie à la Inns of Court School of Law et avec l'Open University puis devient avocate. 
Corston est députée de Bristol East d'avril 1992 à 2005. Jusqu'à son départ aux élections générales de 2005, elle est présidente du Parti travailliste parlementaire, la première femme à occuper ce poste. 
Le 29 juin 2005, elle est créée baronne Corston, de St George dans le comté et la ville de Bristol. Elle quitte la Chambre des lords le 9 juillet 2024.
Elle est chargée par le ministère de l'Intérieur de mener un rapport sur les femmes vulnérables dans le système de justice pénale du Royaume-Uni, publié en mars 2007. 
Elle épouse Christopher Corston en 1961 avec qui elle a un fils et une fille. Elle est en couple de 1980 jusqu'à sa mort en 2009 avec le sociologue Peter Townsend. Le couple s'est marié à Bristol en 1985. 